# Wallyscar
Wallyscar é uma montadora de automóveis tunisiana, fundada em 2006 com sede em Ben Arous. A produção é de 600 unidades por ano. A Wallyscar possui acordos de cooperação com a fabricante francesa Peugeot, utilizando um motor de 1,4 litro produzido pela PSA em seus veículos.  A empresa foi fundada por Zied Guiga. Dentre as companhias que fornecem peças ao fabricante estão Citroën, Peugeot, VDO e UTAC. No que se refere ao número de identificação do veículo (VIN, na sigla em inglês), a companhia usa o código de fabricante CL9.
O primeiro modelo da fabricante, denominado Wallyscar Izis é, desde 19 de outubro de 2008, montado no sistema CKD. O Izis está disponível sob encomenda sem portas ou como um mini-SUV de duas portas, semelhante aos modelos da italiana Lawil S.p.A. da suíça Diavolino. A responsável pelo design foi a companhia tunisiana HH Design. A empresa recebeu seu nome em função das ilhas  Wallis e Futuna no Oceano Pacífico.
Em março de 2017, a empresa começou a comercializar um segundo modelo, denominado Iris, custando 35.900 dinares tunisianos (aproximadamente 12.600 euros).

## Galeria

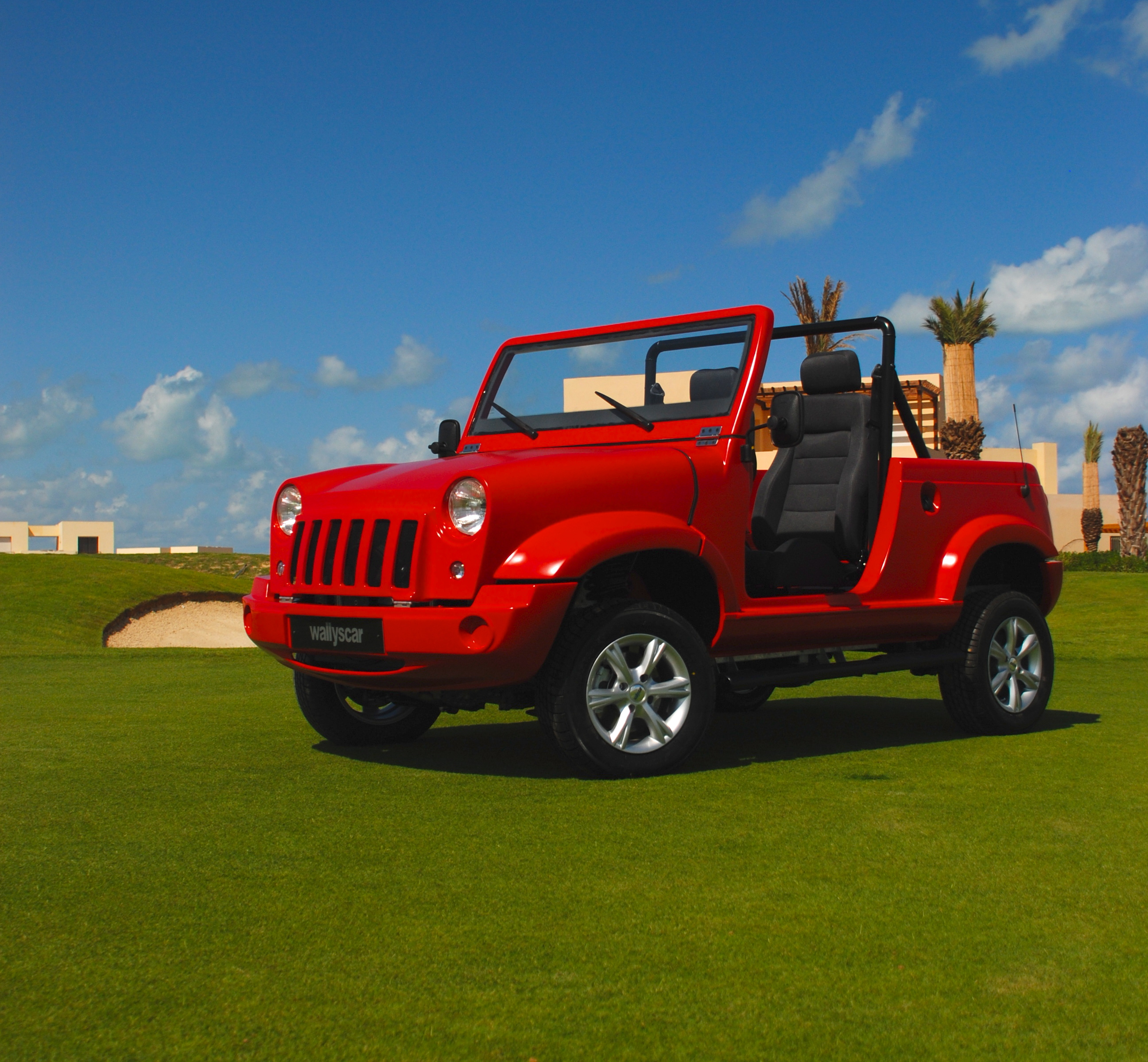
Wallyscar Izis
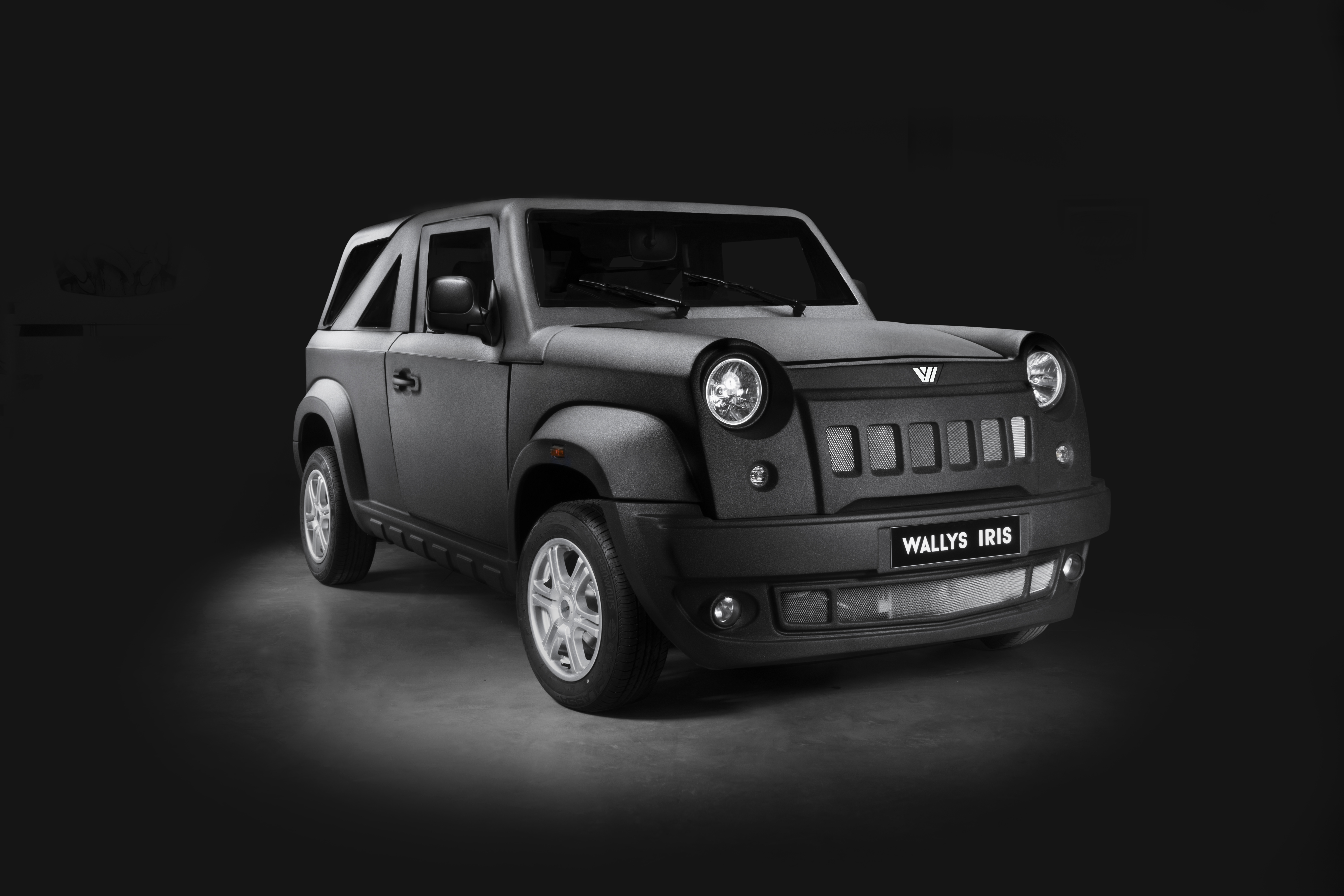
Wallyscar Iris